# L'Arbre aux corbeaux
L’Arbre aux corbeaux (The Vile Village) est le septième tome de la série Les Désastreuses Aventures des orphelins Baudelaire de Lemony Snicket.

## Résumé
M. Poe (banquier chargé de l'argent des orphelins Baudelaire) ne trouve plus de tuteurs pour les jeunes Baudelaire... Mais il y a encore un espoir. Une nouvelle formule s'offre à certaines villes ou villages : « Il faut tout un village pour élever un enfant ». Les orphelins ont la possibilité de choisir un village. Un de la liste les intrigue, il porte le nom de V.D.C., lettres mystérieuses qui suivent les orphelins depuis deux tomes. Les enfants se rendent dans ce village dont le vrai nom est Villeneuve-des-Corbeaux. Cette ville, où les corbeaux sont adorés comme des divinités, est réglementée par des millions de lois sans logique.
Hector, « l'homme à tout faire » du village, est chargé d'héberger les orphelins chez lui, faute de volontaires. Violette l'aide à réparer une maison volante (projet d'Hector qui veut les aider à s'évader pour retrouver leurs amis les orphelins Beauxdraps). Mais, un jour, un homme nommé Jacques Snicket dit avoir des informations sur les parents des orphelins. Jacques (qui porte un tatouage sur la cheville gauche, le même que le comte Olaf, et a les sourcils soudés en un seul) est arrêté à la place de ce dernier, recherché par la police pour de nombreux crimes. Le lendemain, Jacques est assassiné en prison (très probablement par le comte Olaf). Le détective Dupin (qui est en fait le comte Olaf) arrête les enfants avec des preuves inventées de toutes pièces (un ruban, un verre de lunettes et des traces de dents sur le cadavre). Une fois en prison, Hector donne aux orphelins un des fameux poèmes d'Isadora leur révélant qu'ils sont enfermés dans la fontaine du village (la première lettre de chaque vers donnant une des lettres du mot, il s'agit d'un acrostiche). Les Baudelaire délivrent les Beauxdraps, et s'enfuient, pourchassés par la foule furieuse. Les Beauxdraps réussissent à s'échapper dans la maison volante d'Hector... sans les Baudelaire ; les carnets des Beauxdraps sont détruits par Esmé, armée d'un lance-harpon, laquelle blesse en même temps un corbeau, à la grande fureur des habitants, la forçant à prendre la fuite avec Olaf. Que vont devenir les Baudelaire ?

## Analyse
Ce septième tome marque une frontière entre la première partie de la vie des orphelins et la deuxième. Dans la première partie de leur vie, ils se voient confiés à divers parents éloignés tandis que dans la seconde partie, ils deviennent des « criminels » recherchés par les autorités et décident de ne plus avoir de tuteurs.

## Adaptation
En 2018, la série télévisée Les Désastreuses Aventures des Orphelins Baudelaire adapte le roman dans le cinquième et sixième épisodes de la deuxième saison.